# Антуан Бальпетре
Антуа́н Бальпетре́ (фр. Antoine Balpêtré повне ім'я — Теофі́ль Луї́ Антуа́н Бальпетре́ (фр. Théophile Louis Antoine Balpêtré); 3 травня 1898, Ліон, Франція — 28 березня 1963, Париж, Франція) — французький театральний та кіноактор.

## Біографія
Антуан Бальпетре дебютував як театральний актор у 1919 році на сцені театру Одеон, де працював до вступу в Комеді Франсез у 1934 році. Грав ролі у постановках за творами Мольєра, Піранделло, Гюго, Жана Расіна, Едмона Ростана, Шекспіра, Поля Клоделя та багатьох інших авторів.
У кіно Бальпетре дебютував на початку 1930-років, зігравши за час своє кар'єри ролі у 52-х фільмах. Під час окупації Франції в роки Другої світової війни актор знявся у кількох фільмах, створених студією Continental-Films, що вартувало йому кількох місяців перебування у в'язниці та відсторонення від роботи в Комеді Франсез.
Після війни Антуан Бальпетрі знімався, часто під іменем «Бальпетрі» (Balpêtré) в титрах, у стрічках таких відомих французьких режисерів, як Анрі-Жорж Клузо, Жан Древіль, Андре Каятт, Жорж Лампен, Андре Юнебель, Жан Деланнуа, Макс Офюльс, Робер Брессон та ін. Брав також участь у міжнародних проектах іноземних режисерів: Карміне Галлоне, Вітторіо Коттафаві, Ріккардо Фреди та ін.
З кінця 1940-х до своєї смерті в 1963 році Бальпетре продовжував грати на сценах театрів Парижа та Ліона. Останньою його театральною роботою була роль в постановці «Кішки на розпеченому даху» Теннессі Вільямса в паризькому Новому театрі (фр. Théâtre des Nouveautés) в 1960 році.

## Фільмографія
- 1933 : Агонія орлів / L'agonie des aigles — командир Тьєрі
- 1939 : Світ здригнеться / Le monde tremblera
- 1941 : Дуель / Le duel — конструктор Буньє
- 1942 : Пікпюс / Picpus — великий бос
- 1943 : Рука диявола / La main du diable — Дені
- 1943 : Ворон / Le corbeau — лікар Делорм
- 1946 : Відвідувач / Le visiteur — Любегер
- 1948 : Форт самотності / Fort de la solitude — комісар
- 1948 : Лідер / La figure de proue — батько Морфаж
- 1949 : Фантомас проти Фантомаса / Fantômas contre Fantômas — голова ради
- 1949 : Рай для пілотів, зниклих безвісти / Le paradis des pilotes perdus — преподобний панотець Спік
- 1949 : Мільйонери на один день / Millionnaires d'un jour — лікар
- 1949 : Літня гроза / Orage d'été — мосьє Арбело
- 1950 : Більше канікул для боже мій / Plus de vacances pour le Bon Dieu — інспектор поліції
- 1950 : Правосуддя відбулося / Justice est faite — голова суду
- 1950 : Бог потребує людей / Dieu a besoin des hommes — батько Гурвінека, рибалка
- 1950 : Щоденник сільського священика / Journal d'un curé de campagne — доктор Дельбен
- 1952 : Насолода / Le plaisir — Monsieur Poulain — L'ancien maire (епізод «Будинок Тельє»)
- 1952 : Ми всі вбивці / Nous sommes tous des assassins — доктор Альбер Дютуа
- 1952 : Син Лагардера / Il figlio di Lagardère — Перой
- 1952 : Шлях у Дамаск / Le chemin de Damas
- 1953 : Сигнал на південь / Alerte au sud — суддя
- 1954 : Сніг був брудний / La neige était sale — Гольтц
- 1954 : Перед потопом / Avant le déluge — мосьє Альбер Дютуа
- 1954 : Адам і Єва / Adam est… Ève — доктор Шарман
- 1954 : Мурез, ми зробимо решту / Mourez, nous ferons le reste — мер
- 1954 : Червоне і чорне / Le rouge et le noir — абат Пірар
- 1955 : Чорне досьє / Le dossier noir — дютуа
- 1955 : Якби нам розповіли про Париж / Si Paris nous était conté — Верлен
- 1957 : Вампіри / I Vampiri — професор Жульєн дю Гран
- 1957 : Справа доктора Лорана / Le cas du Dr Laurent — доктор Рене Ванойї
- 1957 : Щасливі арени / Arènes joyeuses — бродяга
- 1958 : Таке бажане тіло / Ce corps tant désiré — мосбє Мессардьї
- 1959 : Катя / Katia — Кибальчич
- 1960 : Дівчина на літо / Une fille pour l'été — поет
- 1960 : Шпигунка буде в Нумеа / L'espionne sera à Nouméa
- 1961 : Помста простаків / Le Cave se rebiffe — Лукас Малвуайн
- 1962 : Спекотна кімната / La chambre ardente — доктор Германн
- 1962 : Аксель Мунте — лікар з Сан-Мікеле / Axel Munthe — Der Arzt von San Michele — Леблан
- 1962 : Золота Саламандра / La salamandre d'or — єпископ
- 1963 : Матіас Сандорф / Mathias Sandorf — професор Ернст Баторій